# .470 Nitro Express
.470 Nitro Express (12,1×83 мм), или .470 NE — охотничий патрон высокой мощности.

## История
Патрон .470 Nitro Express был, как и многие другие мощные охотничьи патроны, разработан в Великобритании в начале XX века. Его создатель — оружейник Джозеф Ланг (англ. Joseph Lang), разработал патрон около 1900 года. Серийное производство началось около 1907 года. Название «нитроэкспресс» в те годы относилось к патронам, снаряжённым нитроглицериновым порохом (кордитом) и осталось за этим патроном по традиции, несмотря на то, что в последующие годы он выпускался с самым разным порохом.
Патрон изначально разрабатывался на замену других аналогичных патронов (например, .450 Nitro Express), применение которых в некоторых колониях, в первую очередь, Британской Индии, было запрещено по ряду причин — прежде всего потому, что их калибр совпадал с калибром некоторых моделей армейского оружия второй половины XIX века, а попадание в руки туземцев армейских патронов считалось опасным (интересно, что немецкие оружейники именно по такой же причине создали патрон 9,3×62 мм).
Новый боеприпас оказался весьма востребованным для охоты на крупную дичь. Причиной быстрого распространения патрона по миру стало то, что он не был запатентован, и его стали выпускать почти все известные британские компании. Разными производителями было также изготовлено много моделей оружия под этот патрон. Всё это привело к тому, что во второй половине XX века производство патрона .470 Nitro Express было налажено целым рядом компаний, как в Европе, так и в Северной Америке. Его проще стало найти в продаже, чем другие «нитроэкспрессы».
Новый патрон сразу привлёк внимание охотников и по другой причине. Несмотря на то, что отдача при стрельбе оказалась сильной, она, благодаря сравнительно низкой начальной скорости пули (620…670 м/с), получилась растянутой по времени и, соответственно, переносилась гораздо легче, чем у других мощных патронов.

## Отличительные черты и применение
Патрон .470 Nitro Express — мощный боеприпас, хорошо подходящий для охоты на «большую пятёрку». Его пуля имеет массу 32-40 г и позволяет уверенно бить любую крупную дичь, в том числе африканского слона.
В наши дни это один из наиболее популярных крупнокалиберных охотничьих патронов. Он пользуется большим спросом как среди охотников-любителей, так и среди профессиональных охотников. Его несомненное преимущество — сочетание высокой мощности (до 9 кДж) со сравнительно мягкой отдачей, которая значительно слабее, чем у сверхмощных патронов калибра .505 или .577. Поэтому многие охотники на слонов или крупных буйволов (особенно южноафриканского подвида, т. н. капского буйвола, отличающегося большими размерами, живучестью и свирепостью) предпочитают именно его.
Для дичи меньшего размера этот патрон, разумеется, не подходит.
Оружие под патрон .470 Nitro Express — это, прежде всего, штуцеры. Карабины этого калибра выпускаются значительно реже.